# Чакра

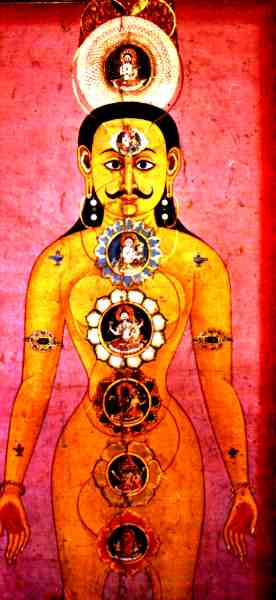
Чакри. Непальський малюнок 18 ст.

Чакра (санскр. चक्र, cakra IAST букв. «коло», «круг», «колесо») в духовних практиках індуїзму, деяких системах буддизму і особливо Тантри та йоги, в багатьох сучасних окультних системах, — фокальна точка, центр концентрації психічної (пранічної, космічної) енергії, центр зосередження в медитативних практиках, а також спеціальні символічні зображення (чакра-янтри). Чакра, чакральна система — основний елемент енергетичної структури людини.

## Ідея
Чакра в буквальному перекладі з санскриту означає «коло», «круг», «колесо» або «диск». У контексті йогічних практик часто це слово перекладається як «вихор», що відображує уявлення про чакри як про вихори психічної (пранічної, космічної, життєвої) енергії. Також як синонім до чакри часто вживається «падма» (лотос).
Різні джерела вказують на різну загальну кількість чакр у людини, але традиційно з цієї загальної кількості вирізняють шість головних — Муладхара, Свадхіштхана, Маніпура, Анахата, Вішуддхі, Аджна. До цих часто додають сьому — Сахасрару, хоча йоги вважають її вищою сутністю[джерело?], яка містить усі інші чакри. В йогічній традиції та ще раніше в Упанішадах чакри пов'язуються з системою наді (свого роду аналогом кровоносної системи, в якій циркулює пранічна енергія). Наді є провідниками пранічної енергії, тоді як чакри — центрами її концентрації та своєрідними «реле», процес «відкриття» чи «очищення» яких супроводжує етапи духовного розвитку людини та тілесного оздоровлення. З чакрами тісно пов'язана тантрична концепція Кундаліні, «пробудження» та «підйом» якого по чакрах, від нижчої (Муладхари) до вищої (Сахасрари) має результатом радикальну духовну еволюцію.
Чакри, хоча і не знаходяться у фізичному тілі людини, на анатомічному рівні відповідають основним нервовим сплетенням та локалізуються у відповідних місцях вздовж хребта.
В коментарях до Сутри 1.23 Йога-сутры Патанджалі на прикладах чакр бачимо опис стану ішварапранідхани (стан самотрансценденції).

## Інші визначення

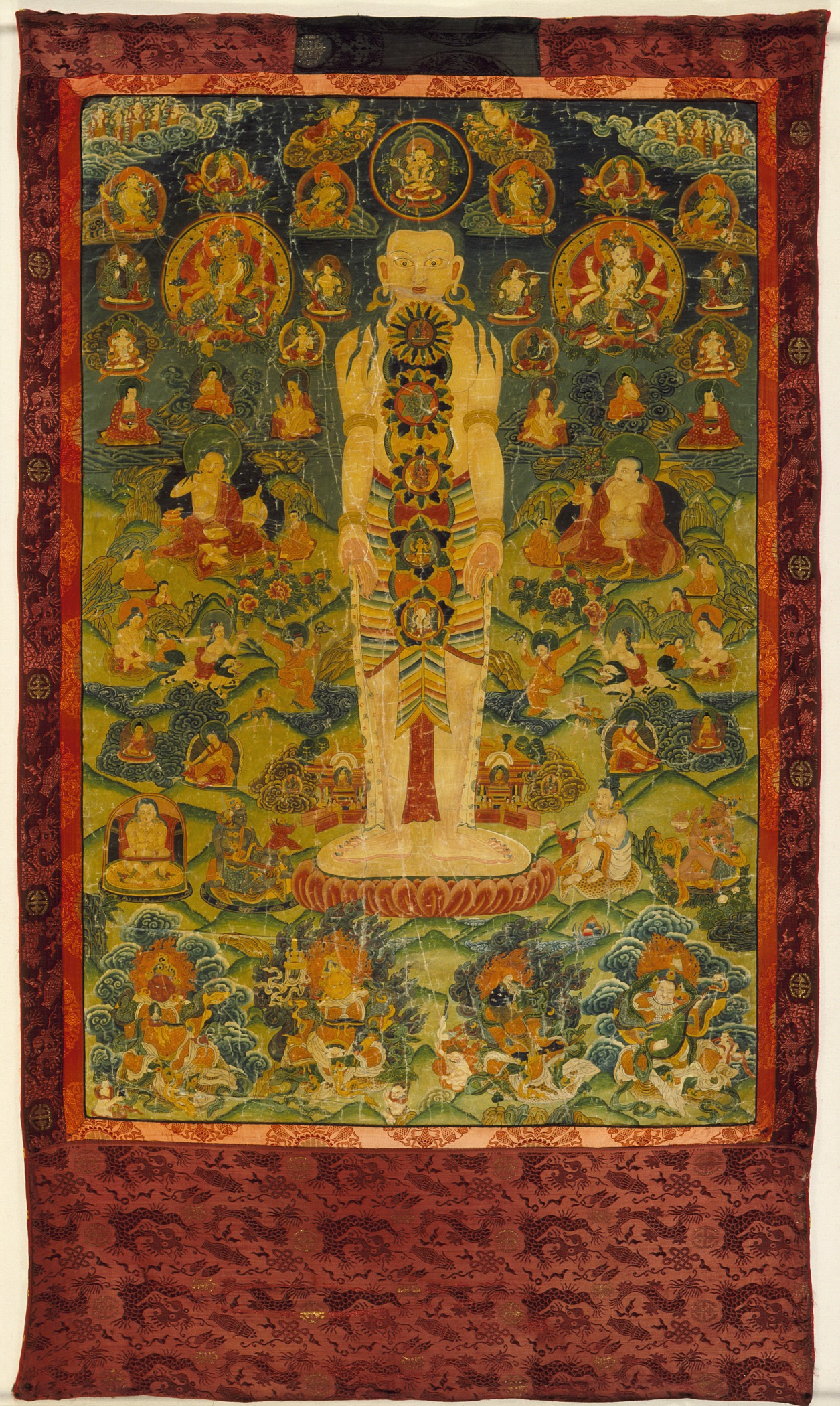
Космічна людина з діаграмами трансформації шести чакр (тибетська тханка)

В буддистській космології існує поняття чакри, дещо відмінне від загальноприйнятої «енергетичної» версії та пов'язане з дуже широким символізмом, який в буддизмі вкладається в ідею колеса. Це, зокрема, і «колесо закону» (дгарма-чакра), яке символізує чотири істини Будди, «колесо життя» (сансара-чакра), яке відображає циклічність процесів смерті та народження, «колесо часу» (кала-чакра) та ін.
В так званій «тантрі лівої руки» поняття чакри пов'язане зі специфічними магічними та часто сексуальними ритуалами, які виконуються в спеціальних групах, де послідовники тантричного вчення розміщуються навколо певного символу.

## Історія
Згадування про чакри як про центри для зосередження в духовних практиках або центри концентрації психічної енергії можна знайти вже в пізніх Упанішадах, зокрема в Йога Таттва Упанішаді та Брахма Упанішаді, а також в деяких Пуранах. Також про чакри згадується у «Гхеранда самхіті», «Хатха йога прадипіка», «Шива самхіті», «Шат чакра нирупані», «Амрітабінду упанішаді», в «Атласі тибетської медицини» — вихори, у китайських трактатах, у японських бойових системах.
Досить детально та різноманітно концепція чакр була розроблена в тантричних текстах і тісно поєднується з Кундаліні та процесом її пробудження. Втім, в цих текстах ще немає усталеності, як про кількість чакр та їхнє місцезнаходження, так і про відповідний символізм.
Усталеною на сьогодні можна вважати концепцію з 6(7) чакр, яка викладається в досить завершеному виді в текстах Шат-Чакра Нірупана та Падука Панчака, перекладених та популяризованих Дж. Вудрофом в одному з небагатьох витриманих в науковому стилі та ґрунтовному дослідженні з питань Кундаліні-тантри «Зміїна сила» (опубл. під псевд. Артур Авалон).
Концепції, дотичні до системи чакр можна знайти також в інших релігійних та терапевтичних традиціях. Зокрема, в китайській медицині, можна провести певні аналогії з деякими активними центрами в акупунктурі.
В сучасних західних практиках тілесної та духовної терапії концепція чакр використовується надзвичайно активно, але нечасто має щось спільне з первісною традицією, знаходячись на межі сумнівних спекуляцій та спрощень.

## Основні чакри

### Муладхара-чакра

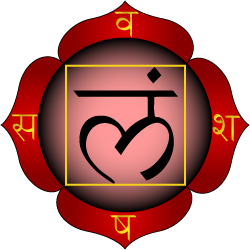
Муладхара-чакра

Муладхара (mūlādhāraIAST), मूलाधार)  — від санскр. mūla IAST — корінь, основа та adhāra IAST — фундамент, базис, опора. Буквально — «основний фундамент».
Муладхара-чакра знаходиться в основі хребта в області промежини. В чоловіків вона локалізується між анусом та пенісом, а в жінок — у місці, де вагіна з'єднується з шийкою матки. Вважається, що з Муладхари відходять найголовніші наді: Сушумна (яка далі пронизує інші чакри), Іда та Пінгала.
Символічне зображення цієї чакри (янтра), яке відіграє важливу роль в медитативних практиках — темно-червоний лотос з чотирма пелюстками та санскритськими літерами Вам, Шам, Ссам, Сам на них. В центрі лотоса — жовтий квадрат, емблема елементу «земля», в який вписаний трикутник з вершиною, направленою вниз, символ Кама-йоні. В центрі трикутника — лінгам (сваямбхулінгам, лінгам як такий, або дхумралінгам — димчастий лінгам), який обвиває в три з половиною оберти сплячий змій-Кундаліні. Іноді тут також зображують слона, як символ сили та міцності.
Всередині янтри можна бачити літеру біджа-мантри Лам.
З точки зору особистих мотивацій та духовної еволюції Муладхара асоціюється з інертним, матеріальним світом в його найнижчих проявах. Вона символізує найперший етап духовної еволюції, коли людина майже повністю заглиблена в матеріальні проблеми, насамперед пов'язані з мотивами досягнення особистої безпеки та комфортного існування у світі.

#### Кундаліні
Вважається, що саме Муладхара є місцем початкового перебування сплячого Кундаліні, який в цьому стані символізує нереалізований духовний потенціал людини. Пробудження Кундаліні супроводжується його підйомом по Сушумна-наді, який пронизує всі чакри, починаючись у Муладхарі. Підіймаючись по Сушумні, Кундаліні послідовно «відкриває» вищі чакри, досягаючи Сахасрари. Цей процес символізує в тантричній традиції поетапну духовну еволюцію.
Кундаліні в цій чакрі переважно зображується з головою, опущеною вниз, що символізує його сон. Своєю головою або ротом він заважає відкриття «дверей Брахмана» (брахмадвари) в Сушумну. Початок духовної еволюції людини символізує зображення Муладхари з пробудженим Кундаліні (з головою, піднятою догори).

### Свадхіштхана-чакра

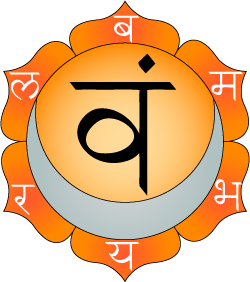
Свадхіштхана-чакра

Свадхіштхана (санскр. svādhiṣṭhānaIAST, स्वाधिष्ठान) — від санскр. sva IAST — «власний» та adhiṣṭhāna IAST — «житло». Буквально — «власне житло». Цю чакру також називають джаламандала («джала» — вода, і свадхістхану пов'язують з цією стихією) або медхрадхара (медхра — «пеніс»).
Анатомічно Свадхіштхану прийнято локалізувати в основі хребта, на куприку.
Свадхіштхана-янтра зображується у вигляді лотосу з шістьма пелюстками світло-червоного кольору. В лотос вписані санскритські букви Бам, Бхам, Мам, Йам, Рам та Лам. В середині лотоса — білий півмісяць, містично зіставлений з Варуною та стихією води. Варуна зображується верхом на білому крокодилі Макара. Біджа (сім'яна)-мантра цієї чакри — Вам. На деяких янтрах можна бачити також бога Вішну в обіймах з лютою Чакіні-Шакті.
Ця чакра асоціюється з мотивами отримання матеріальних задоволень, таких як їжа, секс, алкоголь тощо. Тоді як на рівні Муладхара-чакри людина стурбована своєю безпекою у світі, створенням елементарного комфорту існування, то на рівні Свадхіштхани світ та всі речі в ньому розглядаються нею як джерело тих чи інших матеріальних задоволень. Рівень Свадхіштхани також співвідносять з активізацією самскар, підсвідомих та несвідомих бажань.

### Маніпура-чакра

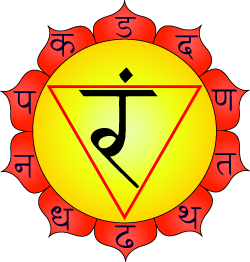
Маніпура-чакра

Маніпура (санскр. maṇipūraIAST, मणिपूर) — від санскр. maṇi IAST— «самоцвіт», «коштовність», та pūraIAST — «місто». Буквально — «місто коштовностей». Також цей центр називають іноді набхіштхана (пупковою чакрою).
Маніпура-чакра локалізується в поперековому відділі хребта навпроти пупка (сонячного сплетіння).
Маніпура зображується у вигляді блакитного або яскраво-жовтого лотоса з десятьма пелюстками. На пелюстках санскритські літери Дам, Дхам, Нам, Там, Тхам, Дам, Дхам, Нам, Пам, Пхам. В центрі лотоса — червоний трикутник зі свастиками, в середині якого — червоний Рудра на бику (або барані-Агні) разом з Лакіні-Шакті «чиї груди червоні від крові, що тече з роту» Стихія, асоційована з цією чакрою — вогонь. Біджа-мантра цієї чакри — літера Рам.
Маніпура асоціюється з мотивами самоствердження, збагачення та володарювання, маніпулювання іншими людьми та світом для досягнення особистих цілей. Це — центр динамізму та енергії. На рівні духовної еволюції Маніпура-чакри людину починають цікавити такі питання, як сенс життя, її місце в загальній схемі буття. В тантричних традиціях вважається що коли Кундаліні досягає цієї чакри, то і починається сама справжня духовна еволюція.

### Анахата-чакра

Анахата-чакра

Анахата (санскр. anāhataIAST, अनाहत) — «недоторканий» або «такий, що не зазнав удару», а також «божественний звук», тобто звук, який не спричинений взаємодією якихось об'єктів.
Анахата-чакра знаходиться в ділянці хребта, прямо навпроти серця.[джерело?]
Анахата-чакра зображується у вигляді блакитного (або золотого) лотоса з дванадцятьма пелюстками та буквами на них: Кам, Кхам, Гам, Гхам, Нам, Чам, Чхам, Джам, Джхам, Джнам, Там, Тхам. В середині його — два перехрещених трикутники. Трикутник з вершиною вгору символізує духовний шлях розвитку (Шиву), а трикутник з вершиною, яка спрямована вниз — шлях матеріального занепаду (Шакті). Символ перехрещених трикутників символізує «середню точку» духовного розвитку. В центрі зображений сяючий баналінгам. Над ним — Ішвара з червоною Какіні Шакті «в гірлянді з людських кісток, чиє серце пом'якшується питтям нектару». Біджа-мантра Анахати — літера Йам. На малюнках часто можна бачити й білу антилопу, символ стихії цієї чакри — повітря.
На рівні духовної еволюції людини ця чакра асоціюється з мотивами любові до інших, співчуття, порозуміння.

### Вішуддха-чакра

Вішуддха-чакра

Вішуддха (санскр. viśuddhaIAST, विशुद्ध) — означає «очищення», тому назву цієї чакри іноді перекладають як «центр очищення». Іноді також вішуддхі-чакру називають бхараті стхана — мовним центром.
Вішуддха-чакра знаходиться в хребті точно навпроти кадика та щитоподібної залози.
Чакра зображується у вигляді шістнадцятипелюсткового лотоса з буквами Ам, Ам (з придихом), Амх, Аам, Ім, Іім, Ум, Уум, Рім, Ріім, Лрім, Лріім, Ем, Аім, Ом, Аум.
В центрі лотоса — крапля нектару, що стікає в Вішуддхі з Бінду (див. нижче). В краплині написана біджа-мантра Хам. Під нею — Акаша в білих одежах на білому слоні.
З точки зору духовної еволюції людини цій чакрі відповідають мотиви сприйняття світу як гармонійного та досконалого. Це центр, де Шива поглинає нектар та отруту. Це означає, що усі емоції, як гарні, так і погані, розглядаються вже як прояви одного цілого.

#### Бінду
Вважається, що божественний нектар стікає до Вішуддхі-чакри з місця, розташованого дещо вище та названого Бінду (санскр. bindu, बिन्द). Цей символічний нектар уособлює істину, сатчіананду, і утворюється в Сахасрарі.

#### Лалана-чакра
Лалана-чакра — це другорядна чакра, тісно пов'язана з Бінду та Вішуддхі-чакрою. Вона локалізується в хребті на рівні основи язика. Після того, як нектар залишає Бінду, він перед тим, як досягнути Вішуддхі, зберігається в Лалана-чакрі. В цій чакрі нектар або стає отрутою, або стає блаженством, в залежності від того, наскільки пробуджені та активні є чакри Лалана та Вішуддха.

### Аджна-чакра

Аджна-чакра

Аджна (санскр. ājñāIAST, आज्ञा) — букв. «наказ, команда». Іноді її називають Гуру-чакрою, тому що через неї гуру (вчитель) спілкується зі своїм учнем та повчає його. Інші назви — дівья-чакшу (божественне око), джняна-чакшу (око пізнання), або просто «третє око» (хоча більш точно цьому визначенню відповідає центр бхрумадхья, про що див. нижче).
Аджна-чакра локалізується на верхівці хребта навпроти кавернозного сплетення (міжбрівного центру).
В Аджна-чакрі знову сходяться три головні наді — Сушумна, Іда та Пінгала.
Ця чакра зображується у вигляди двопелюсткового лотоса, на одному з яких — Сонце, на іншому Місяць, та ще літери хам та кшам, 49-а та 50-а в загальному відліку зображених на пелюстках усіх 6 чакр разом узятих, що становить повний санскритський алфавіт. В лотосі міститься білий трикутник вершиною донизу — символ іоні, а всередині трикутника — чорний (за іншими традиціями білий) лінгам — ітаралінгам («ще один, відмінний, інший»). Біджа-мантра цієї чакри — Аум. Можливо мається на увазі Ом (мантра).
В контексті духовної еволюції Аджна-чакра відповідає тому її етапу, коли людина стає байдужим, відчуженим свідком усіх подій, які відбуваються навколо неї, стає пасивним спостерігачем процесу свого життя, хоча це не означає виключення з нього. Аджна-чакра — це вищий рівень усвідомлення, на якому знищуються останні ознаки духовної недосконалості.

#### Третє око
Аджна пов'язана з міжбрівним центром, який традиційно називають бхрумадхья (від бхру — брови та мадхья — центр) за допомогою особливої наді — маханаді. Ці два центри є надзвичайно важливі в йогічних медитативних практиках, і в принципі їх можна вважати одним цілим — третім оком.
Пробудження «третього ока» — Аджна-чакри — мотив надзвичайно популярний в величезній кількості релігійних та психічних традицій, і відповідні методики знаходять широке відображення у відповідній літературі. Зокрема, статуї Будди часто роблять з дорогоцінним каменем в області міжбрівного центру. Цей центр так чи інакше позначений і у багатьох індуїстських (і не тільки) божеств та міфічних героїв.

#### Шишковидна залоза
Аджна-чакру (і взагалі «третє око» незалежно від будь-якого додаткового символізму) дуже часто пов'язують з шишкоподібною залозою (епіфізом, пінеальною залозою) — особливою залозою розміром з горошину (~8 мм), яка розташована між півкулями головного мозку навпроти місця міжбровного центру. Шишковидна залоза не пов'язана безпосередньо з нервовими з'єднаннями мозку, але має зв'язок з очима. Сучасна фізіологія відводить цій залозі роль «біологічного годинника», тому що секреція основного гормону цієї залози — мелатоніну — відбувається у чіткій відповідності з добовим циклом. Втім, різноманітні езотеричні практики пропонують різні методики «пробудження шишковидної залози» як безпосередню умову до виявлення в людини надзвичайних психічних можливостей, насамперед ясновидіння.

### Сахасрара

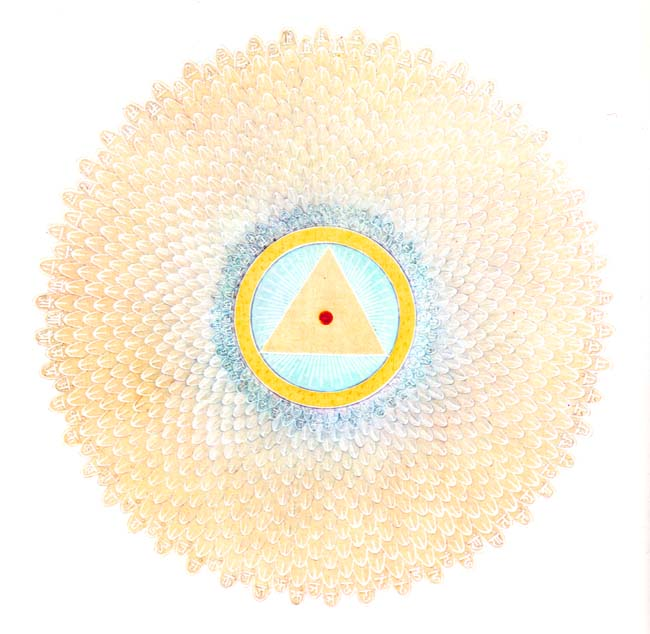
Сахасрара

Сахасрара (санскр. sahasrāra, सहस्रार) — букв. «тисяча». Як вже було сказано раніше, Сахасрара не вважається чакрою, а є більш високою сутністю, яка в певному сенсі включає всі інші чакри. Вона зображується у вигляді лотоса з тисячею пелюсток, на яких — усі можливі артикуляції санскритського алфавіту з 50 букв (50 × 20), хоча, напевно, це лише метафора для позначення насправді нескінченної кількості її пелюстків. Всередині лотоса зображують повний Місяць, який містить в собі трикутник. Символічно тут досягається повне злиття Шиви та Шакті, кінцева ціль духовної еволюції, тут Кундаліні закінчує свій шлях, пройшовши крізь усі шість чакр, тут знаходиться Нірвана, і хто пізнає повністю Сахасрару, той не повернеться більше в колесо Сансари, досягне звільнення.

## Інші чакри
Деякі джерела згадують і про інші, «другорядні» чакри. Серед найважливіших з них слід згадати як Лалана-чакру і Бінду (хоча остання не є в повному розумінні цього слова чакрою), так і, наприклад, Манас-чакру та Сома-чакру, які поміщуються близ Аджна-чакри, йоніштхану, яка розташована близ Муладхари та ін. В тантричному буддизмі існує своя система з чотирьох чакр, які за місцем розташування відповідають Маніпурі, Анахаті, Вішуддхі та Свадхістхані.
Деякі сучасні західні теорії мають справу з десятками різних чакр.

## Цікаве

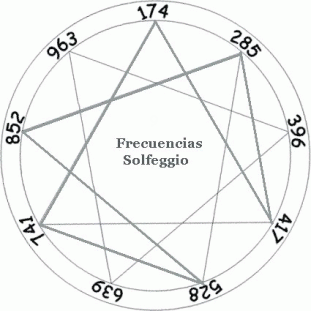
Схема частот піднесення

У середині 1970х років доктором Джозефом Пулео та Леонардом Горовіцем під час вивчення старовинних релігійних текстів, передусім Біблії, за їх словами були заново відкриті так звані 6 частот Сольфеджіо, або частот піднесення : 396 Гц, 417 Гц, 528 Гц, 639 Гц, 741 Гц, 852 Гц (деякі дослідники окрім шести основних окремо виділяють три додаткових - 174 Гц, 285 Гц та 963 Гц) коливання яких згідно заявам Пулео та Горовіца співпадають з коливаннями чакр людини, таким чином прослуховування музики з цими частотами допомагає вилікувати людський організм    .

### Відео
- Унікальні дари, які можна отримати, відкривши чакри на yotube 31 трав. 2018, 12хв 35сек